# U-Boot-Klasse XVIII
Die U-Boot-Klasse Typ XVIII waren zwei U-Boote mit den Bezeichnungen U 796 und U 797, die durch die Deutschen Werke AG gebaut werden sollten.
Mit den Arbeiten wurde am 4. Januar 1943 begonnen. Am 14. Dezember 1943 wurden die beiden Boote zur Fertigstellung zur Germaniawerft verlegt, aber zugunsten der U-Boote des ähnlich konstruierten Typs XXI nie fertiggestellt.